# 圖赫里勒三世

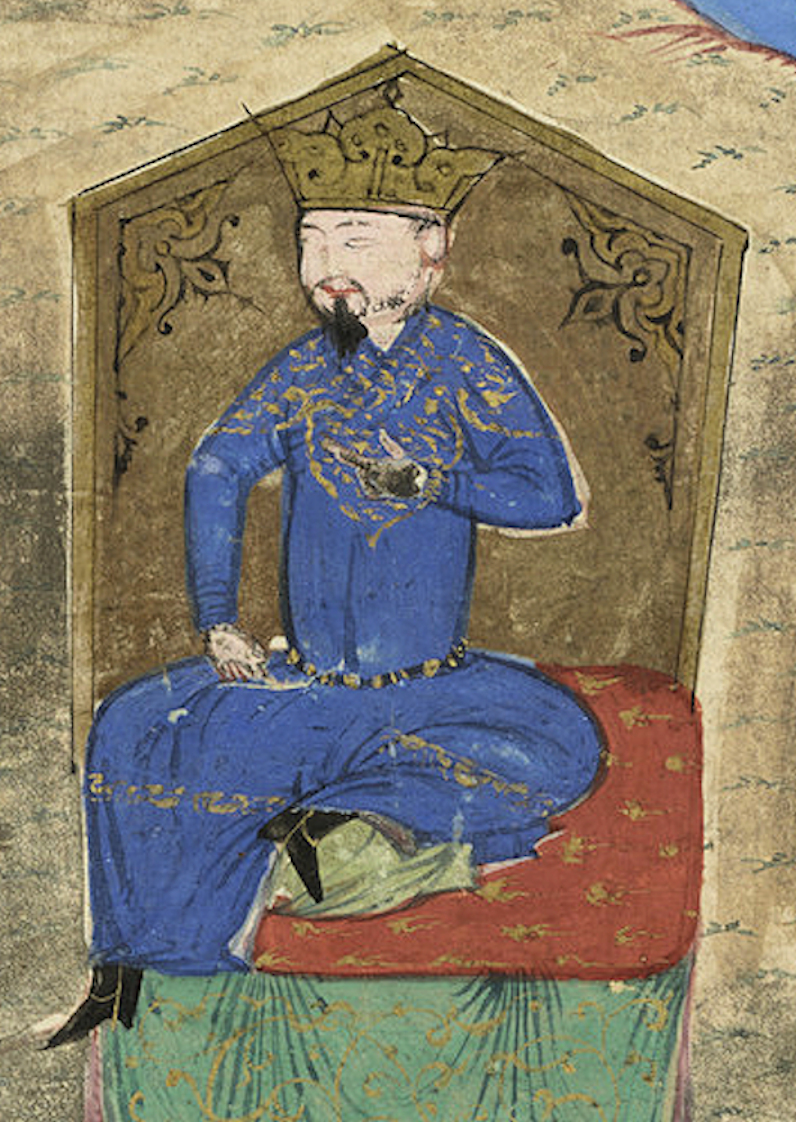
圖赫里勒三世

圖赫里勒三世（波斯語：طغرل；？—1194年），塞爾柱帝國末代蘇丹。
他是蘇丹阿爾斯蘭沙之子，他在1175至1176年即位。在1190年，他試圖擺脱負責管教他的阿塞拜疆阿德貝格克孜爾·阿爾斯蘭，被後者推翻，不過不久他重新奪回王位。
他統治時期花剌子模王朝不斷向伊朗擴張；在與花刺子模沙阿阿拉丁·塔乞失的戰爭中的1194年3月19日，圖赫里勒三世在雷伊附近被打敗和被殺；他的首級送给在巴格達的阿拔斯王朝哈里發安-納賽爾，塞爾柱帝國也正式消失，版圖併入花剌子模王朝。